# Jererujk
Jererujk (armensko Երերույքի տաճար, Jererujki tačar) je arheološko najdišče blizu vasi Anipemza v armenski provinci Širak z ostanki starodavne armenske cerkve. Jererujk je bil zgrajen na planoti nad reko Akhurian na meji s Turčijo in 5 km jugovzhodno od starodavnega mesta Ani v sedanji Turčiji.
Jererujška bazilika je bila kot ena najzgodnejših ohranjenih krščanskih spomenikov v Armeniji 25. avgusta 1995 predlagana za vpis na Unescov seznam svetovne dediščine.
Bazilika se šteje za enega od najstarejših primerov armenske arhitekture zgodnjega krščanskega obdobja (4.-6. stoletje). Graditi so jo začeli v 4. stoletju, dograjevali v 5. stoletju in dokončali v 6. stoletju. Ker ni bazilika omenjena v nobenem viru, so datumi hipotetični. Najnovejše študije jo na temelju arhitekturnih značilnosti, okrasja in napisov primerjajo s podobnimi cerkvami v Siriji.

## Etimologija in zgodovina
Jererujk v armenskem jeziku pomeni trepetanje. Po ljudskem izročilu ime svetišča izhaja iz njegove edinstvene arhitekture na šestih stopnicah, ki se gledalcem od daleč zdi, da trepeta.
Jererujška bazilika je ena od najzgodnejših primerov armenske cerkvene arhitekture in ena največjih srednjeveških vsaj delno ohranjenih cerkva. Po mnenju Torosa Toramaniana je jasen in morda najzgodnejši primerek armenske bazilike, zgrajene na stopnicah. Cerkev je bila obdana z debelim obzidjem. Iz okoliških stavb, podzemnih prostorov in zadrževalnika vode je razvidno, da je bila cerkev središče razvite, stalno naseljene skupnosti.
Začetek gradnje sega v 4. in 5. stoletje. O ustanoviteljih bazilike ni znano veliko. Znano je, da je bila cerkev v 11. stoletju obnovljena s pomočjo žene armenskega kralja Hovhanes-Smbata III.

## Bazilika
Cerkev je troladijska bazilika z debelimi stranskimi stenami in ena največjih armenskih cerkva iz tega obdobja. Na severni, zahodni in južni strani so arkade. V bližini apside sta dve kapelici, na koncu stranskih arkad pa dve absidalni niši, ki bi sprva lahko imeli leseno ostrešje. Severovzhodna kapela drži večji del dveh obokov, od katerih je eden nagnjen.
Bazilika je po arhitekturi (visoki robati stolpi, ki štrlijo na zahodnem pročelju) in skulpturah (okrasje na oknih) podobna sirskim bazilikam.
Na vzhodnem koncu južne fasade je napis v grškem jeziku, podoben tistemu v sirski cerkvi Deir Sem'an s konca 5. stoletja.
S Tekorjem (konec 5. stoletja) in Zvartnocom je jererujška bazilika ena redkih armenskih cerkva, ki je v celoti zgrajena na stopničastem podstavku (5-6 stopnic), podobno kot krepidom. Arheološka izkopavanja so pokazala, da pod stavbo ni temeljne plošče in temelji neposredno na skali.
Bazilika je bila mučeniško svetišče. Napis na pilastru na severovzhodnem vogalu apside se glasi: »mučeništvo[...] znanilca  in prvega mučenika«. Mučenca sta sveti Janez Krstnik in sveti Štefan.
Ob južni in severni strani so timpanonski portali, okrašeni z zobci in napisi na oboku s trakastim vencem, ki sloni na dveh stebrih s kapiteli z akantovimi listi.
Za zahodno fasado sta značilni okni, enaki oknom na glavni fasadi in z različnimi dekorativnimi elementi. Na zgornjem delu fasade je tridelno okno, ki osvetljuje ladjo. Osrednje prečne medaljone z motivom malteškega križa in včasih okrašene z živalskimi in rastlinskimi motivi, pogosto dopolnjujeta dva stranska medaljona, podobna rozeti ali marjetici.
Bazilika je bila sprva poslikana. Od poslikav so se ohranile samo poslikave ob oknu apside in v zahodnem portalu arhitrava v južni fasadi.